# Herb gminy Oława
Herb gminy Oława – jeden z symboli gminy Oława, ustanowiony 10 grudnia 1998.

## Wygląd i symbolika
Herb przedstawia na tarczy w polu złotym postać czerwonego koguta, zwróconego w prawo (nawiązanie do znaków walońskich i herbu Oławy), a nad nim dwurzędowy pas w czerwono-srebrną szachownicę, pochodzącą z herbu Piastów brzesko-legnickich. Herb wielki gminy zawiera dodatkowo dwa złote lwy-trzymacze oraz czerwoną wstęgę ze złotym napisem „GMINA • OŁAWA • GMINA”. 